# Jim Taylor (Drehbuchautor)
Jim Taylor (* 1963 in Seattle, Washington) ist ein US-amerikanischer Drehbuchautor, Filmproduzent und Filmregisseur, der vor allem durch seine Zusammenarbeit mit dem Filmemacher Alexander Payne für Spielfilme wie Election, About Schmidt und Sideways Bekanntheit erlangte.

## Leben
Nachdem Jim Taylor die Bellevue High School besuchte, schloss er 1984 ein Studium am Pomona College ab, anstatt die USC School of Cinematic Arts zu besuchen, welche ihn zuvor als Studenten akzeptierte. Seinen ersten Job in der Filmindustrie hatte er, als er 1987 für Cannon Films anfing zu arbeiten. Später arbeitete er drei Jahre lang für den Regisseur Ivan Passer und als Assistent des Fernsehregisseurs Devon Foster. Anschließend arbeitete Taylor in einigen Gelegenheitsjobs, weswegen er sich aus finanziellen Gründen mit Alexander Payne eine Wohngemeinschaft gründete. Während dieser Zeit freundeten sie sich an und fingen neben den Drehbüchern zu einigen Kurzfilmen auch an dem Drehbuch zu Baby Business zu schreiben. Nachdem Taylor bei der Gameshow Wheel of Fortune, der US-amerikanischen Version von Glücksrad, Geld gewann, ging er im Alter von 30 Jahren noch mal an der Tisch School of the Arts, einer Fakultät der New York University, studieren. Während seines Studiums schrieben sie das Drehbuch zu Baby Business mehrfach um, so dass es in seinem dritten Studienjahr produziert werden konnte. Mit einem Master in Film schloss Taylor anschließend sein Studium 1996 ab.
Anschließend drehte Tylor mit Payne Filme wie Election, About Schmidt und Sideways, wobei alle von sowohl von der Kritik national wie international hoch gelobt, wie auch mit etlichen Filmpreisen ausgezeichnet wurden. So wurden beide, nachdem sie im Jahr 2000 mit Election bereits eine Oscarnominierung für das Beste adaptierte Drehbuch erhielten, 2005 mit einem Oscar für Sideways ausgezeichnet.
2017 verfilmte Payne ein weiteres gemeinsames Drehbuch unter dem Titel Downsizing. Die Science-Fiction-Tragikomödie wurde als Eröffnungsfilm der 74. Internationalen Filmfestspiele von Venedig ausgewählt.
Jim Taylor ist seit dem Jahr 2002 mit der Schauspielerin Tamara Jenkins verheiratet.

## Filmografie (Auswahl)
- 1996: Baby Business (Citizen Ruth)
- 1999: Election
- 2001: Jurassic Park III
- 2002: About Schmidt
- 2004: Sideways
- 2007: Chuck und Larry – Wie Feuer und Flamme (I Now Pronounce You Chuck & Larry)
- 2007: Die Geschwister Savage (The Savages)
- 2011: The Descendants – Familie und andere Angelegenheiten (The Descendants)
- 2011: Willkommen in Cedar Rapids (Cedar Rapids)
- 2017: Downsizing

## Auszeichnungen (Auswahl)
Oscar
- 2000: Nominierung für das Beste adaptierte Drehbuch von Election
- 2005: Auszeichnung für das Beste adaptierte Drehbuch von Sideways

Golden Globe Award
- 2003: Auszeichnung für das Beste Filmdrehbuch von About Schmidt
- 2005: Auszeichnung für das Beste Filmdrehbuch von Sideways

Independent Spirit Award
- 2000: Auszeichnung für das Beste Drehbuch von Election
- 2005: Auszeichnung für das Beste Drehbuch von Sideways

Online Film Critics Society Award
- 1999: Auszeichnung für das Beste adaptierte Drehbuch von Election
- 2002: Nominierung für das Beste adaptierte Drehbuch von About Schmidt
- 2005: Auszeichnung für das Beste adaptierte Drehbuch von Sideways

Chlotrudis Awards
- 2000: Nominierung für den Bestes Originaldrehbuch mit Election
- 2005: Nominierung für das Beste adaptierte Drehbuch mit Sideways

Goldene Himbeere
- 2008: Nominierung für das Schlechteste Drehbuch von Chuck und Larry – Wie Feuer und Flamme